# Trestioara (gmina Mânzălești)
Trestioara – wieś w Rumunii, w okręgu Buzău, w gminie Mânzălești. W 2011 roku liczyła 257 mieszkańców.